# 姊姊的守護者
《姊姊的守護者》是由美國小說家茱迪·皮考特所創作的一部探討倫理的小說，於2004年出版，並翻譯成50多種文字。簡體中文版由南海出版公司於2008年引進，繁體中文版由臺灣商務印書館於2006年引進。此書被導演尼克·凱薩維茲改編成同名電影，於2009年公演。

## 內容簡介
十三歲的安娜自出生後，便一直成為患有急性前骨髓性白血病的姐姐凱特的捐贈者，十三年來無條件為姐姐捐贈血液、臍帶及骨髓等一切能讓姐姐能延續生命的身體一部分，為了姐姐，安娜放棄了自己的生活，而且安娜亦深知，自己是為了作為一個可以捐贈器官予姐姐的生命而出生。
直至姐姐的腎臟因併發症而衰竭，需要安娜作腎臟捐贈時。安娜終於受不了自己為了別人而活這種荒謬的存在，因而決定找律師控告父母侵害了自己的身體使用權，並向法庭申請解除父母對自己的醫療監管權。
安娜的舉動頓時讓全家人陷入空前的風暴中，同樣是律師的媽媽，因而與安娜掀起了母女大戰。
在法院論戰過程，安娜父母才知道大女兒凱特因為同為癌症病人的男友過世而了無生意，於是讓妹妹提告，捍衛自己的醫療監管權，法院最後將安娜的醫療監管權判交由安娜的委任律師。
凱特因病情的嚴重，安娜母親也得知凱特想死而安娜提出告訴的原由，也放手讓安娜不再捐贈骨髓液，而凱特最終死於血癌。（電影版本）
安娜和坎貝爾要去醫院的路上出了車禍，安娜腦死。而坎貝爾是安娜的醫療決定權律師，所以決定將安娜的腎捐給凱特，凱特之後就奇蹟似的活了下來。（小說版本）

## 獎項
- 美国《纽约时报》、《出版家周刊》畅销榜首图书
- 德国、法国、日本、印度、韩国畅销书排行榜在榜均超过152周
- 英国《卫报》、《泰晤士报》“年度好书”
- 加拿大最受欢迎“伦理小说”
- 台湾诚品书店、金石堂书店、博客来书店销售冠军
- 美国图书浏览网（Bookbrowse.com）2005年钻石图书奖
- 美国2007年弗吉尼亚州读者票选图书金奖
- 美国玛格丽特-亚历山大-爱德华奖
- 美国马里兰州2006-2007“黄雏菊奖”
- 美国伊利诺州2007年林肯图书奖
- 美国佛蒙特州2007年青山图书馆奖
- 英国理查德-朱蒂图书俱乐部2004年“十大好书”
- 入围2005年英国图书奖和获 IMPAC 都柏林文学奖